# Guillermo d'Autremencourt
Guillermo d'Autremencourt (en griego: Γουλιέλμος ντ'Ωτρεμανκούρ), fue el tercer señor de Salona desde 1258 hasta 1294. Era el hijo de Tomás II d'Autremencourt, mientras que su madre era descendiente de la casa de Villehardouin. También tuvo dos hermanas.
Sucedió a su padre después de su muerte, con su feudo siendo originalmente un vasallo del Principado de Acaya y después de 1278 del Ducado de Atenas. Fue el único señor de Salona de los d'Autremencourt, cuyas monedas no han sido halladas. Debido a esto, se supone que no las acuñó. Fue sucedido por su hijo Tomás III d'Autremencourt.
También tuvo una hija, Inés, casada con Dreux de Beaumont, mariscal de Carlos de Anjou.